# Jean-Fernand Brierre
Pour les articles homonymes, voir Brierre.
Jean-Fernand Brierre (1909-1992), poète, essayiste, romancier, dramaturge et diplomate haïtien.

## Biographie
Jean Fernand Brierre naît le 23 septembre 1909 à Jérémie.
Dans les années 1930, il se fait connaître par ses prises de position contre l'occupation militaire de son pays par les États-Unis.
Sa poésie aborde la lutte du peuple noir contre l'esclavagisme, fait l'éloge des héros de l'indépendance d'Haïti. Il se classe parmi les humanistes et les poètes de la Négritude.
Ses textes sont de longs cris de souffrance et de révolte contre les injustices, les abus et les humiliations de l'étranger. La fusillade du 6 décembre 1929 d'un groupe de paysans à carrefour Marchaterre par des soldats américains l'a profondément marqué. Son roman intitulé « Province » et son texte dédié à « La Croix- Marchaterre » sont particulièrement inspirés de ce triste événement.
L'Afro-haïtien s'est également montré sensible face aux souffrances des Noirs. Dans Black-soul, un poème écrit en prose rythmé, l'écrivain retrace les calamités de ses compatriotes victimes du commerce triangulaire.
Il fit également une carrière diplomatique et fut nommé ambassadeur en poste en Argentine.
Sous la dictature des Duvalier père et fils, il s'exile vers la Jamaïque avant de s'installer au Sénégal sur l'invitation du président sénégalais Senghor.
Après la fin de cette période duvaliériste, Brierre retourne à Haïti. Il meurt à Port-au-Prince dans la nuit du 24 au 25 décembre 1992.

## Œuvres

### Poésies
- Chansons secrètes. (préface de Richard Constant.) Port-au-Prince: Imprimerie Haïtienne, 1933, 74 p.
- « Toinon, cette mosquée », « Métem-psychose » et « Me revoici Harlem ». Gerbe pour deux amis, par Jean-Fernand Brierre, Roussan Camille et Félix Morisseau-Leroy. Port-au-Prince: Deschamps, 1945, 26 p.
- Black Soul. (illustrations de Geo. Remponeau). La Havane: Editorial Lex, 1947.
- Dessalines nous parle. Port-au-Prince: Deschamps, 1953, 8 p.
- La Source. Buenos Aires (Collection du jubilé du docteur Jean Price Mars), 1956, 38 p.
- La Nuit, poème. Lausanne: Held, 1957, 44 p.
- Aux Champs pour Occide; sur un clavier bleu et rouge. Hommage au Maître Occilius Jeanty. Port-au-Prince: Imprimerie N. A. Theodore, 1960, 43 p.
- Or, Uranium, Cuivre, Radium, poèmes. Port-au-Prince: N. A. Théodore, 1961, 25 p.
- Découvertes. Paris: Présence Africaine, 1966.
- Chansons secrètes; 10 Works. Nendeln: Kraus Reprint, 1973 (édition bilingue français-anglais ; français-espagnol pour Pétion y Bolivar). (Chansons secrètes ; Nous garderons le dieu ; Black Soul ; Belle ; Les Aïeules ; Dessalines nous parle... ; Pétion y Bolívar [El adiós a La Marsellesa] ; La source ; La nuit ; Or, uranium, cuivre, radium.)
- Images d'argile et d'or (illustrations de Jacques Mazière). Dakar: Nouvelles Éditions Africaines, 1977, 95 p.
- Un Noël pour Gorée. Paris: Silex, 1980, 101 p.

### Essais
- Nous garderons le dieu. En hommage au grand leader haïtien de gauche: Jacques Roumain. Port-au-Prince: Deschamps, 1945, 27 p.
- Un Autre Monde, essai sur l'Union soviétique. Dakar: L'Observateur africain, 1973, 131 p.

Sculptures de proue. Paris: Silex, 1983, 101 p.

### Romans
- Les Horizons sans ciel. Port-au-Prince: Deschamps, 1935; 1952;
- Province, roman autobiographique (inachevé et inédit).

### Théâtre
- Le Drapeau de demain, poème dramatique en deux actes. Port-au-Prince: Imprimerie Haïtienne, 1931.
- Les Aïeules : sketch en un acte 1945. Port-au-Prince: Deschamps (Collection du bi-centenaire de Port-au-Prince), 20 p.
- Belle, Port-au-Prince: Imprimerie de l'État, 1948, 26 p.
- Pétion et Bolivar, et l'Adieu à la Marseillaise (édition bilingue). Buenos Aires: Editorial Troquel, 1955, 201 p.
- Gorée, sketch historique. Paris: 1966 (publié à l'occasion du Premier Festival Mondial des Arts nègres à Dakar).